# Il metodo Cardosa
Il metodo Cardosa è il numero 3068 dei romanzi gialli della collana Il Giallo Mondadori. Scritto da Carlo Parri è il romanzo che ha vinto l'edizione 2012 del premio Tedeschi.

## Trama
Il vicequestore aggiunto Leonardo Cardosa deve indagare a Roma su un caso di omicidio legato a un manoscritto del Cinquecento e insieme risolvere una storia di minacce mafiose che vede protagonista sua sorella, in Sicilia.

## Personaggi
- Leonardo Cardosa: vicequestore aggiunto
- Maria Cardosa: sorella di Leonardo
- Gemma Costantini: ispettore
- Rizzo: ispettore
- Francesca Vanni: ispettore capo
- Nicola Aloisio: ispettore capo
- Caterina Lamanna: magistrato
- Ester Corcelli: figlia di un costruttore
- Ricardo Oliveira: mago brasiliano
- Colonnello Parra: killer

## Riconoscimenti
Il romanzo ha vinto l'edizione 2012 del premio Alberto Tedeschi con la seguente motivazione: Per la capacità di raccontare una bella storia facendola ruotare con ironia e intelligenza attorno a un personaggio destinato a entrare nella storia del giallo italiano: il vicequestore aggiunto Leonardo Cardosa, un uomo cinico e disincantato, forte e fragile allo stesso tempo, saggio, anticonformista, romantico, imprevedibile e mai scontato. Come questo romanzo.